# Stoke City Football Club 2017-2018
Questa pagina raccoglie i dati riguardanti il Stoke City Football Club nelle competizioni ufficiali della stagione 2017-2018.

## Rosa
| N. |                        | Ruolo | Calciatore               |
| -- | ---------------------- | ----- | ------------------------ |
| 1  | Inghilterra (bandiera) | P     | Jack Butland             |
| 2  | Austria (bandiera)     | D     | Moritz Bauer             |
| 3  | Paesi Bassi (bandiera) | D     | Erik Pieters             |
| 4  | Galles (bandiera)      | C     | Joe Allen                |
| 5  | Austria (bandiera)     | D     | Kevin Wimmer             |
| 6  | Francia (bandiera)     | D     | Kurt Zouma               |
| 7  | Irlanda (bandiera)     | C     | Stephen Ireland          |
| 8  | Inghilterra (bandiera) | D     | Glen Johnson             |
| 9  | Inghilterra (bandiera) | A     | Saido Berahino           |
| 10 | Germania (bandiera)    | C     | Eric Maxim Choupo-Moting |
| 11 | Spagna (bandiera)      | A     | Jesé Rodríguez           |
| 12 | Inghilterra (bandiera) | D     | Josh Tymon               |
| 14 | Paesi Bassi (bandiera) | C     | Ibrahim Afellay          |
| 15 | Paesi Bassi (bandiera) | D     | Bruno Martins Indi       |

| N. |                        | Ruolo | Calciatore                |
| -- | ---------------------- | ----- | ------------------------- |
| 16 | Scozia (bandiera)      | C     | Charlie Adam              |
| 17 | Inghilterra (bandiera) | D     | Ryan Shawcross (capitano) |
| 18 | Senegal (bandiera)     | A     | Mame Biram Diouf          |
| 20 | Stati Uniti (bandiera) | D     | Geoff Cameron             |
| 22 | Svizzera (bandiera)    | C     | Xherdan Shaqiri           |
| 24 | Scozia (bandiera)      | C     | Darren Fletcher           |
| 25 | Inghilterra (bandiera) | A     | Peter Crouch              |
| 28 | Belgio (bandiera)      | A     | Julien Ngoy               |
| 29 | Danimarca (bandiera)   | P     | Jakob Haugaard            |
| 32 | Egitto (bandiera)      | C     | Ramadan Sobhi             |
| 33 | Inghilterra (bandiera) | P     | Lee Grant                 |
| 36 | Scozia (bandiera)      | D     | Harry Souttar             |
| 42 | Inghilterra (bandiera) | D     | Tom Edwards               |
|    | Grecia (bandiera)      | D     | Kōstas Stafylidīs         |

## Organigramma societario
Area tecnica